# Schlacht um Điện Biên Phủ
Haiphong – Hanoi – Papillon – Léa – Ceinture – Route Coloniale 4 – Vĩnh Yên – Mạo Khê – Sông Đáy – Hòa Bình – Nghia Lo
– Lorraine – Nà Sản – Bretagne – Adolphe – Laos I – Atlante – Camargue – Hirondelle – Brochet – Mouette – Laos II – Điện Biên Phủ –  Mang-Yang-Pass
Die Schlacht um Điện Biên Phủ gilt als die entscheidende Schlacht des Französischen Indochinakrieges zwischen den Streitkräften Frankreichs einschließlich der Fremdenlegion und den Truppen der vietnamesischen Unabhängigkeitsbewegung Việt Minh. Der Kampf um die französische Festung im Kreis Điện Biện nahe der damaligen Kreisstadt Điện Biên Phủ begann am 13. März 1954 und endete am 8. Mai mit der Niederlage der Franzosen, die das Ende des französischen Kolonialreiches in Indochina besiegelte (ehemals Französisch-Indochina, heute Vietnam, Laos und Kambodscha). Den Việt Minh gelang es vor allem durch menschliche Arbeitskraft, die notwendige Logistik für eine Artillerieüberlegenheit gegenüber den aus der Luft versorgten Franzosen herzustellen. Dadurch konnten sie die Franzosen, die mit einer solchen Leistung ihrer Gegner nicht gerechnet hatten, größtenteils von der Luftversorgung abschneiden und nach wenigen Monaten die Befestigungen um Điện Biên Phủ einnehmen. Ein großer Teil der in Gefangenschaft geratenen Soldaten starb in Gewahrsam der Việt Minh.
Der Ausgang der Schlacht führte in Frankreich zum Sturz der Regierung Joseph Laniel und bahnte den Weg zur Verhandlungslösung des Konflikts, der Teilung Vietnams und dem Ende von Französisch-Indochina auf der Indochinakonferenz.

## Vorgeschichte

### Hintergrund

Militärische Kontrolle des Territoriums während des Indochinakriegs

Indochina war bis zu Beginn des Zweiten Weltkrieges eine französische Kolonie. Mit der Niederlage von 1940 und dem Erstarken der Achsenmächte geriet die Kolonie in die Einflusssphäre Japans. Dieser Einfluss schwächte die französische Machtposition so sehr, dass sich die Việt Minh als politische und militärische Massenbewegung mit dem Ziel der nationalen Unabhängigkeit als politisch stärkste Kraft formieren konnten. Diese formal überparteiliche, doch tatsächlich unter kommunistischer Kontrolle stehende Nationale Unabhängigkeitsliga konnte 1945 in der Augustrevolution im Nordteil des Landes die Demokratische Republik Vietnam als souveränen Staat kommunistischer Prägung etablieren. Die französische Kolonialmacht versuchte jedoch, den kommunistischen vietnamesischen Staat in eine militärische Auseinandersetzung zu ziehen und dadurch die koloniale Ordnung mittels militärischer Überlegenheit wiederherzustellen. Politisch versuchten die Franzosen, die Republik Cochinchina als teilsouveränen Klientelstaat zu etablieren, um einen nichtkommunistischen vietnamesischen Staat zu schaffen und dem Norden die Legitimität zu entziehen. Die Việt Minh reagierten darauf mit einer Guerillakampagne im Süden. Mit der Bombardierung der nordvietnamesischen Hafenstadt Haiphong durch die Franzosen begann am 23. November 1946 der Indochinakrieg. Die Kampfhandlungen des ersten Jahres endeten in der Vertreibung der Việt-Minh-Organisationen in den Untergrund und der Wiedererrichtung des Kolonialregimes. Die Việt Minh existierten jedoch, ausgehend von ihren Basen im Norden Tonkins, als straff organisierte Guerillabewegung weiter.
Seit Mitte 1950 konnten die Việt Minh die eigenen Streitkräfte durch chinesische Unterstützung nahe an die Ausrüstung und Feuerkraft einer regulären Armee heranbringen. Dies ermöglichte den Việt Minh Operationen in Großverbänden mit unterstützender Artillerie. In Tonkin konnten sie durch mehrere Offensiven die Kontrolle der französischen Streitkräfte auf das Delta des Roten Flusses zurückdrängen. Die wechselnden französischen Regierungen nahmen den schwelenden Konflikt hin, ohne ihn entscheidend zu lösen. Die Mehrheit der französischen politischen Führung war zu Beginn der 1950er Jahre der Ansicht, ein militärischer Sieg gegen die Việt Minh sei unrealistisch. Ebenso wurde bereits seit geraumer Zeit die Möglichkeit – Pierre Mendès France thematisierte sie seit 1950 öffentlich – einer diplomatischen Lösung und eines Rückzugs aus Indochina diskutiert. Der sich abzeichnende Frieden im Koreakrieg, der mit einer Teilung zu Ende ging, beförderte das Streben nach einer Verhandlungslösung. 1953 berief Ministerpräsident René Mayer General Henri Navarre zum neuen Oberbefehlshaber in Indochina. Navarre erhielt die Weisung, eine militärisch möglichst starke Position als Faustpfand für geplante Verhandlungen herbeizuführen.
Durch die konspirative politische Arbeit der Việt-Minh-Kader war ein Großteil der Landbevölkerung durch verdeckte Việt-Minh-Organisationen in den Dörfern erfasst, leistete Abgaben und stellte Rekruten. Selbst im Delta des Roten Flusses, das eigentlich die französischen Kolonialtruppen kontrollierten, waren rund 70 % der Dörfer politisch in der Hand der Unabhängigkeitsbewegung. Die  Kolonialmacht bot 1953 rund 400.000 Soldaten, allerdings recht unterschiedlicher Zusammensetzung, auf. Die Mehrheit waren örtlich rekrutierte Kolonialtruppen. Dazu 75.000 reguläre französische Soldaten in überregionalen, mobilen Einheiten. Weitere 75.000 waren als Regionaltruppen einem gewissen Territorium zugeordnet. Rund 200.000 lokale Kämpfer bildeten auf der Gegenseite das Rückgrat der Guerilla. Die französischen Streitkräfte mussten weite Teile Nord- und Zentralvietnams unter dem Druck der Việt-Minh-Guerilla räumen. 1953 waren nur noch die Küstenregionen um Hanoi, Hue und Saigon ohne fühlbare Präsenz der Guerilla. Statt des verlustreichen Versuchs, den ländlichen Raum des Landes zu kontrollieren, wollte die französische Führung den Việt Minh in einer konventionellen Entscheidungsschlacht entscheidende Verluste zufügen. Dies sollte durch den Aufbau einer aus der Luft versorgten festungsartigen Bodenbasis geschehen, die dann erfolgreich in einer offenen Schlacht verteidigt werden sollte.

### Operation Castor

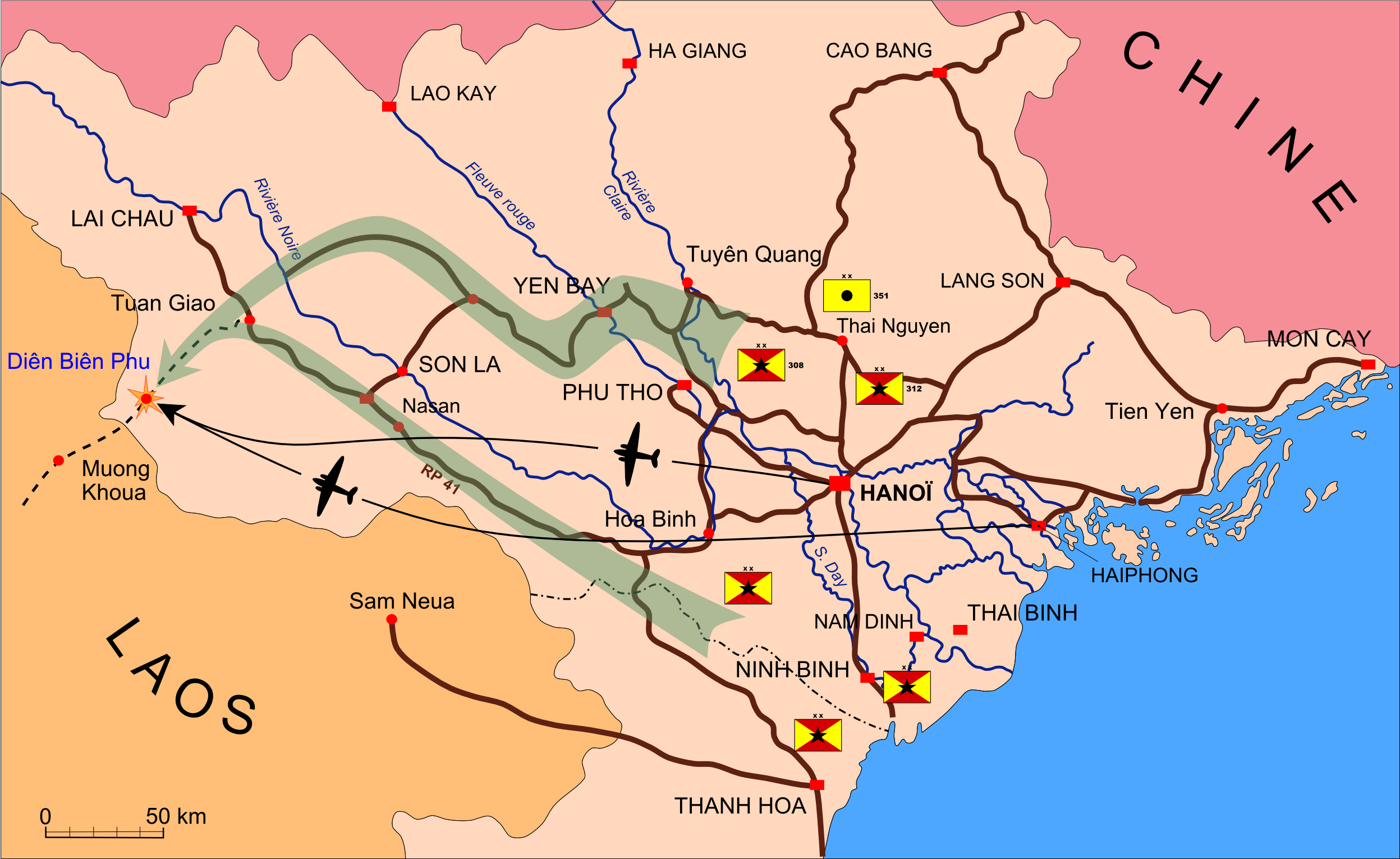
Lage Điện Biên Phủs in Vietnam, mit Darstellung der französischen Luftversorgungsrouten sowie der Anmarsch- und Nachschubwege der Việt Minh

Die französische Militärführung unter General Henri Navarre wollte dem Krieg durch die Vernichtung der Việt-Minh-Truppen eine entscheidende Wende geben. Um dies zu erreichen, sollten die Einheiten der Guerilla in eine Offene Schlacht gelockt werden. Zu diesem Zweck sollte ein luftversorgter Außenposten im Nordwesten Tonkings errichtet werden, der die Angriffe der Việt Minh auf sich ziehen sollte. Als Vorbild diente die Luftversorgung leichter Infanteriekräfte der Chindits während des Burmafeldzugs im Zweiten Weltkrieg sowie die Verteidigung Nà Sảns 1952. Dort hatten französische Truppen erfolgreich eine kreisförmige Hügelkette verteidigt, die über den zentral gelegenen und damit abgeschirmten Flugplatz versorgt wurde. Navarre ordnete den spärlichen Luftstreitkräften dabei zwei Aufgaben zu: einerseits sollten sie die Garnison versorgen und unterstützen, andererseits sollten sie auch die Nachschubwege der Việt Minh zum Ort der Schlacht hin stören.
Die Wahl fiel dabei auf den bereits mehrmals verlassenen Außenposten bei Điện Biên Phủ, der zu dieser Zeit durch ein lokal aufgestelltes Bataillon des Unabhängigen Infanterieregiments 148 der Việt Minh besetzt war. Im Gegensatz zu Nà Sản war die Basis jedoch in einem Tal gelegen und von Höhenzügen umgeben, die außerhalb der französischen Verteidigung liegen sollten. Nach erfolgreicher Etablierung und Verteidigung des Stützpunktes sollte dieser als Patrouillenbasis dienen, um das umliegende Hochland zu kontrollieren. Hierbei sollte Điện Biên Phủ auch den profranzösischen Partisanen der ethnischen Minderheit der Thái und Hmong als Operationsbasis und Rückzugsort dienen. Von einer dauerhaft im Hochland gehaltenen Basis versprach sich die französische Führung die Kontrolle über die Reis- und insbesondere die Opiumernte der Region. Am 17. November 1953 befahl Henri Navarre die Wiederbesetzung Điện Biên Phủs aus der Luft. Dies geschah unter förmlichem Protest des Transportchefs der Luftwaffe in Indochina Jean-Louis Nicot, der die verfügbaren Kräfte als zu gering einschätzte, um den isolierten Stützpunkt zu versorgen. Navarre erließ den Befehl bewusst einen Tag vor Eintreffen Admiral Georges Cabaniers, der ihm Anweisungen der Regierung überbringen sollte, aus politischen und wirtschaftlichen Gründen vorerst auf offensive Operationen zu verzichten. Vom 20. bis 23. November landeten 2200 französische Fallschirmjäger in Điện Biên Phủ. Ihnen gelang es rasch, die spärlichen Việt-Minh-Kräfte vom Landeplatz zu vertreiben und Feldbefestigungen zu errichten. Navarre bekräftigte am 3. Dezember 1953 in einem Geheimbefehl an René Cogny, den Oberbefehlshaber von Tonkin, seine Absicht, Điện Biên Phủ als Ort einer defensiven Schlacht vorzubereiten. Diese sollte den Việt Minh empfindliche Verluste zufügen.

### Errichtung des Stützpunkts Điện Biên Phủ

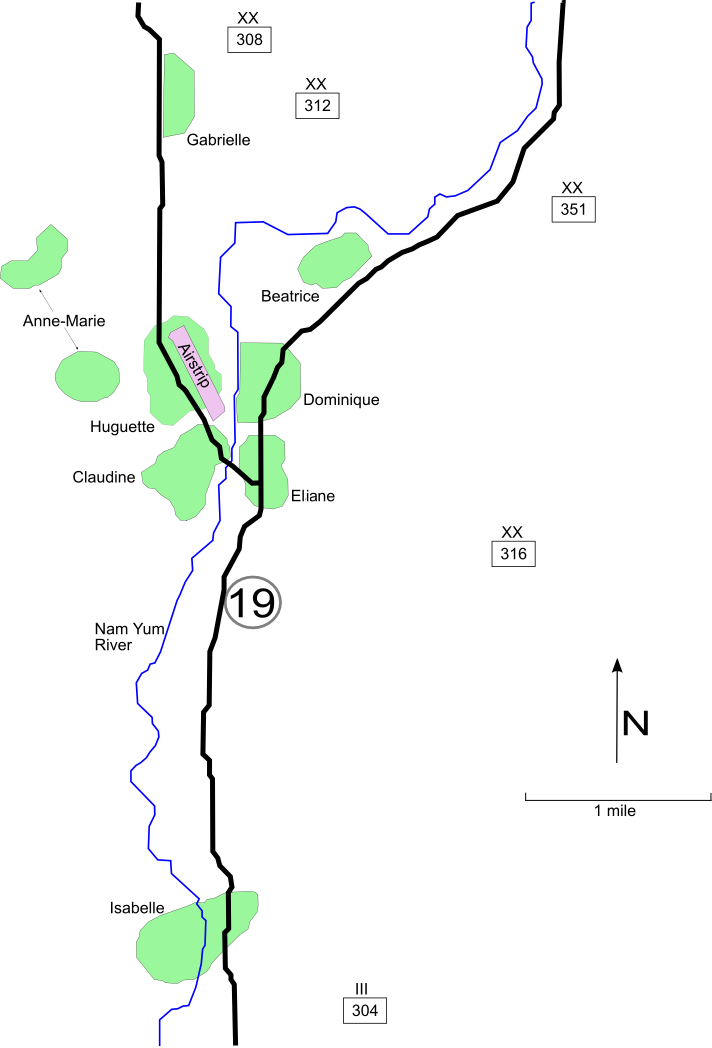
Schematische Darstellung der französischen Stellungen

Der Ausbau Điện Biên Phủs zu einem befestigten Stützpunkt wurde unverzüglich nach der Landung begonnen. Oberbefehl und Planung über die gesamte Verteidigungsanlage übertrug die französische Führung dem Oberst Christian Marie de Castries. Das rund 15 Kilometer lange und rund fünf Kilometer breite Tal sollte durch befestigte Stützpunkte gesichert werden. Diese sollten so postiert sein, dass sie sich gegenseitig mit Feuer, Verstärkungen und Gegenangriffen unterstützen konnten. Die Stützpunkte wurden jeweils von einem Bataillon besetzt. Ein typischer Stützpunkt bestand aus einem durchgehenden Schützengrabensystem, das mit Minenfeldern und Stacheldraht gesichert wurde. An günstigen Stellen wurden befestigte Stellungen aus Sandsäcken und Holz gebaut. Diese wurden mit schweren Maschinengewehren besetzt. Zum Bauen wurden 130 Tonnen Holz und 20 Tonnen Alteisen eingeflogen. 2200 Tonnen Holz konnten vor Ort geschlagen werden. Nach Berechnungen des Befehlshabers des an der Schlacht beteiligten 31. Pionierbataillons André Sudrat bestand ein Bedarf an 34.000 Tonnen Baumaterial, um auf dem gesamten Stützpunkt gegen schwere Artillerie gesicherte Befestigungen zu errichten. Diese Menge war mit der vorhandenen Lufttransportkapazität unmöglich zu beschaffen. Die zentralen Stützpunkte Dominique und Eliane lagen günstig auf einer Hügelkuppe und wurden bei der Befestigung bevorzugt. Die westlich davon gelegenen Stützpunkte Anne-Marie, Claudine und Huguette lagen in flachem Terrain. An den Taleingängen im Nordwesten und Nordosten wurden die Stützpunkte Gabrielle und Béatrice errichtet. Dabei hatte auch Béatrice eine vorteilhafte Höhenlage. Isoliert im Süden befand sich der Stützpunkt Isabelle. Hier war ein kleiner Teil der Artillerie zur Verteidigung abgestellt. An diesem Stützpunkt sollte ein zweites Flugfeld errichtet werden. Im Zentrum befand sich die Mehrheit der französischen Artillerie, das Hauptflugfeld, ein Feldlazarett sowie eine Wasseraufbereitungsanlage. Die Artillerie bestand aus 24 105-mm-Haubitzen, 28 120-mm-Mörsern sowie vier M45-Quadmount-Luftabwehrgeschützen. Ebenso waren zehn leichte Panzer M24 Chaffee eingeflogen worden. Um mit der vorhandenen Zahl der Geschütze eine ausreichende Feuerkraft entfalten zu können, wurden die Geschützstellungen nach oben offen gebaut, um ein schnelles Neuausrichten der Artillerie zu ermöglichen. Für dieselbe Feuerkraft aus befestigten Stellungen mit eingeschränktem Feuerbereich wären rund doppelt so viele Geschütze notwendig gewesen.

### Angriffsvorbereitungen der Việt Minh
Im Januar 1953 hatte sich das Plenum der Kommunistischen Partei Vietnams darauf geeinigt, aufgrund der militärischen Überlegenheit der Kolonialmacht nur die Schwachpunkte des Gegners anzugreifen. Ein Angriff auf gut verteidigte Gebiete wurde als zu verlustreich erachtet. Daher sollten die französischen Kräfte durch Aktionen in der Peripherie auseinandergezogen werden. Die verstreuten Einheiten sollten anschließend durch lokal überlegene Kräfte vernichtet werden. Der vietnamesische Befehlshaber General Võ Nguyên Giáp spielte zwar mit dem Gedanken einer Offensive im Delta des Roten Flusses, er kam aber wie Hồ Chí Minh zu dem Schluss, dass dies zu risikoreich wäre. Die chinesischen Militärberater um Giáp sprachen sich ebenso für die Verschiebung der Operationen in die Peripherie aus. Die Wiederbesetzung Điện Biên Phủs durch die Kolonialstreitkräfte kam für die vietnamesische Führung überraschend. Im Oktober 1953 trafen sich Giáp, Hồ und andere hochrangige Kader in der Provinz Thái Nguyên. Die vietnamesische Führung kam überein, den Schwerpunkt in den Nordwesten des Landes zu verlagern. Im Dezember 1953 stellte Giáp dem Politbüro der Partei einen Plan vor, mit einer Großoffensive den feindlichen Stützpunkt Điện Biên Phủ zuerst einzukesseln und dann vollständig einzunehmen. Am 6. Dezember 1953 billigte das Politbüro Giáps Plan. Hồ gab jedoch Giáp ausdrücklich die Anweisung, nach eigenem Ermessen vom Angriff abzusehen, wenn ein Sieg nicht als sicher anzunehmen sei.
Bereits Anfang Dezember 1953 kontrollierten zumeist reguläre Việt-Minh-Kräfte das Umland von Điện Biên Phủ im Norden und Nordosten und lieferten nadelstichartige Gefechte. So wurde unter anderem de Castries Stabschef von einem Scharfschützen getötet. Der Versuch der Franzosen, aus der Nachbarprovinz Lai Châu 2100 profranzösische Thái-Partisanen auf dem Landweg nach Điện Biên Phủ zu evakuieren, scheiterte mit 90 % Verlusten. Der Versuch, die Flüchtenden mit Kräften aus Điện Biên Phủ zu unterstützen, scheiterte nach wenigen Kilometern Vormarsch am Widerstand der Việt Minh. Eine Expedition kleinerer Truppenteile nach Laos und Zusammentreffen mit profranzösischen Truppen unter Oberst Crèvecœur wurde von de Castries durch Mitnahme von Journalisten propagandawirksam in den Medien präsentiert, blieb aber militärisch ergebnislos. Das französische Militär war Ende 1953 über die Zahl der für den Angriff vorgesehenen Kräfte und die Heranbringung von Artillerie korrekt im Bild. Navarre teilte dem US-Botschafter Donald R. Heath zum Jahreswechsel seine Zweifel mit, dass Điện Biên Phủ gehalten werden könne. De Castries und auch sein Artilleriekommandeur Charles Piroth blieben jedoch zuversichtlich, die Basis erfolgreich verteidigen zu können.
Der im Dezember von Giáp vorgeschlagene Schlachtplan sah einen dreiphasigen Ablauf vor. Zuerst sollten die isolierten Stützpunkte Béatrice, Anne-Marie und Gabrielle eingenommen werden. In der zweiten Phase sollten Stellungen an die verbleibenden Stützpunkte herangetrieben werden, um sie dann in der dritten Phase zu erobern. Der Plan sah den Einsatz von neun Infanterieregimentern mit der Unterstützung aller verfügbaren Artillerie-, Pionier- und Luftabwehreinheiten der Việt Minh vor. Diese Kampfeinheiten umfassten zusammen rund 35.000 Mann. Dazu kamen 1720 Soldaten für die Sicherung der Nachschubwege und 1850 Mann zur Besetzung des Hauptquartiers inklusive einer Reserve von 4000 frischen Rekruten. Damit erhöhte sich die Gesamtzahl auf 42.570 Militärangehörige.
Dazu kamen rund 14.500 Zivilisten, Angehörige regionaler Stämme, die als dan cong, d. h. Träger, direkt bei den Kampfeinheiten dienen sollten. Zwei Drittel der dan cong waren laut vietnamesischen Quellen Frauen. Ihre Aufgabe war es, zu Fuß schwere Ausrüstung, Waffen- und Munitionsnachschub sowie Verpflegung von chinesischen Stützpunkten zu den in den Bergen stationierten Việt Minh zu transportieren. Auf dem Rückweg brachten sie die Verwundeten in Sicherheit.
Giáp plante für eine fünfundvierzigtägige Schlacht. Für diese kalkulierte er 300 Tonnen Munition, 4200 Tonnen Reis sowie 212 Tonnen Fleisch, Gemüse und Zucker. Die Zahl der im Hinterland beschäftigten Zivilisten ist nicht genau bekannt, wird jedoch auf rund 200.000 geschätzt. Eine 1953 in den von den Việt Minh kontrollierten Gebieten durchgeführte Landreform steigerte dabei den Willen der Bevölkerung zur Mitarbeit. Den Việt Minh standen rund 600 Lastkraftwagen sowjetischer Bauart zur Verfügung. Für die Transportmaßnahmen wurden im Hinterland Điện Biên Phủs in Richtung der chinesischen Grenze unasphaltierte Dschungelwege angelegt. Dabei waren einzelne Fahrzeuge meist derselben Etappe zugeordnet. Auch Wasserwege wurden mit Flößen und traditionellen Flussschiffen genutzt. Die Verkehrswege wurden durch Tarnungsmaßnahmen und einen Beobachterdienst gegen Flugzeuge abgeschirmt. Das Wegenetz wurde so angelegt, dass eventuell durch Bombardement ausgefallene Wege rasch durch parallel laufende Strecken kompensiert werden konnten. Laut dem französischen Militärnachrichtendienst betrug die Transportzeit einer Ladung über die 800 Kilometer lange Strecke von der chinesischen Grenze rund eine Woche. Der tatsächliche Verbrauch der Việt Minh für die gesamte Operation lag bei 16.800 Tonnen an Nahrungsmitteln, rund 20.000 Schuss für die Rohrartillerie, rund 2,5 Millionen Schuss Munition für automatische Waffen, 30.000-mal 37-mm-Luftabwehrmunition und 90.000 Handgranaten.
Die französischen Luftstreitkräfte sowie Einheiten der Marineflieger operierten mit ihren begrenzten Ressourcen intensiv gegen die Nachschubwege Richtung Điện Biên Phủ. Anfang 1954 wurde von den Soldaten der Việt Minh eine Nahrungsknappheit gemeldet. Die Luftoffensive gegen die Nachschubwege scheiterte jedoch an den Tarnmaßnahmen und der Flugabwehrartillerie der Việt Minh. Die Franzosen verloren jeden Monat mehrere Dutzend Flugzeuge. Trotzdem erhielten die französischen Truppen um Điện Biên Phủ ab Februar ausreichend Nachschub, hauptsächlich aus der Luft. Der eigentliche Plan sah einen Angriff am 25. Januar vor. Die französische Führung war über die Angriffsabsichten der Việt Minh informiert. Giáp verschob den Angriff jedoch auf zunächst unbestimmte Zeit, um seine Truppen vor Ort auf den Angriff vorzubereiten und Stellungen, insbesondere für die Artillerie, anzulegen. Entgegen der anfänglichen Zielsetzung, den Stützpunkt mit rasch herangeführten Kräften zu überrennen, sollte eine gut geplante, methodische Schlacht geschlagen werden. Als Anstoß für diese Entscheidung gab Giáp die Ankunft der französischen Panzer und der Stationierung von Bearcat-Jagdflugzeugen auf dem Flugfeld an.
Die Vorbereitungen zogen sich weitere sechs Wochen hin. Besonderes Augenmerk wurde auf die beschusssichere Unterbringung der Artillerie in aus dem Fels geschlagenen Kasematten gelegt. Die Việt Minh legten ebenso zahlreiche Scheinstellungen an, um das Gegenfeuer der Franzosen von ihren Geschützen wegzulenken, und bereiteten ihre Besatzungen methodisch auf den Beschuss ihrer zumeist fest zugewiesenen Ziele vor. Die Việt Minh stellten ihre Artillerie auf der den Franzosen zugewandten Seite der Hügel über Điện Biên Phủ auf. Dadurch konnten sie ihre Geschütze direkt statt per indirektem Feuer schießen lassen. Dies erhöhte die Treffergenauigkeit der meist relativ unerfahrenen Geschützbesatzungen. Die französischen Kommandeure in Điện Biên Phủ waren bis zum Beginn der Schlacht davon überzeugt, dass es den Việt Minh nicht gelingen werde, eine gefährliche Artillerieüberlegenheit auszuüben: Der Artilleriekommandeur Piroth vertrat die Ansicht, dass die Việt Minh, selbst wenn sie es schaffen würden, schwere Artillerie heranzubringen, diese nicht ausreichend mit Munition versorgen könnten. Die Aufstellung der Artillerie auf den feindzugewandten Seiten der Hügel wurde von Piroth als „Gerücht“ abgetan, obwohl die Tageszeitung Le Monde bereits im Februar darüber berichtete.
Ende Januar hatte sporadischer Beschuss der Festung selbst begonnen. Am 3. Februar, zum Anlass des Tết Nguyên Đán, beschossen die Việt Minh die französischen Stellungen mit einem intensiven dreißigminütigen Artilleriebombardement. Anfang März kam es zu vereinzeltem Beschuss des Flugfeldes von Điện Biên Phủ. Ebenso kam es zu koordinierten Sabotage- und Kommandoaktionen der Việt Minh gegen Einrichtungen und Flugzeuge der französischen Luftstreitkräfte in ganz Nordvietnam.

## Verlauf der Schlacht

### Beginn der Schlacht im März

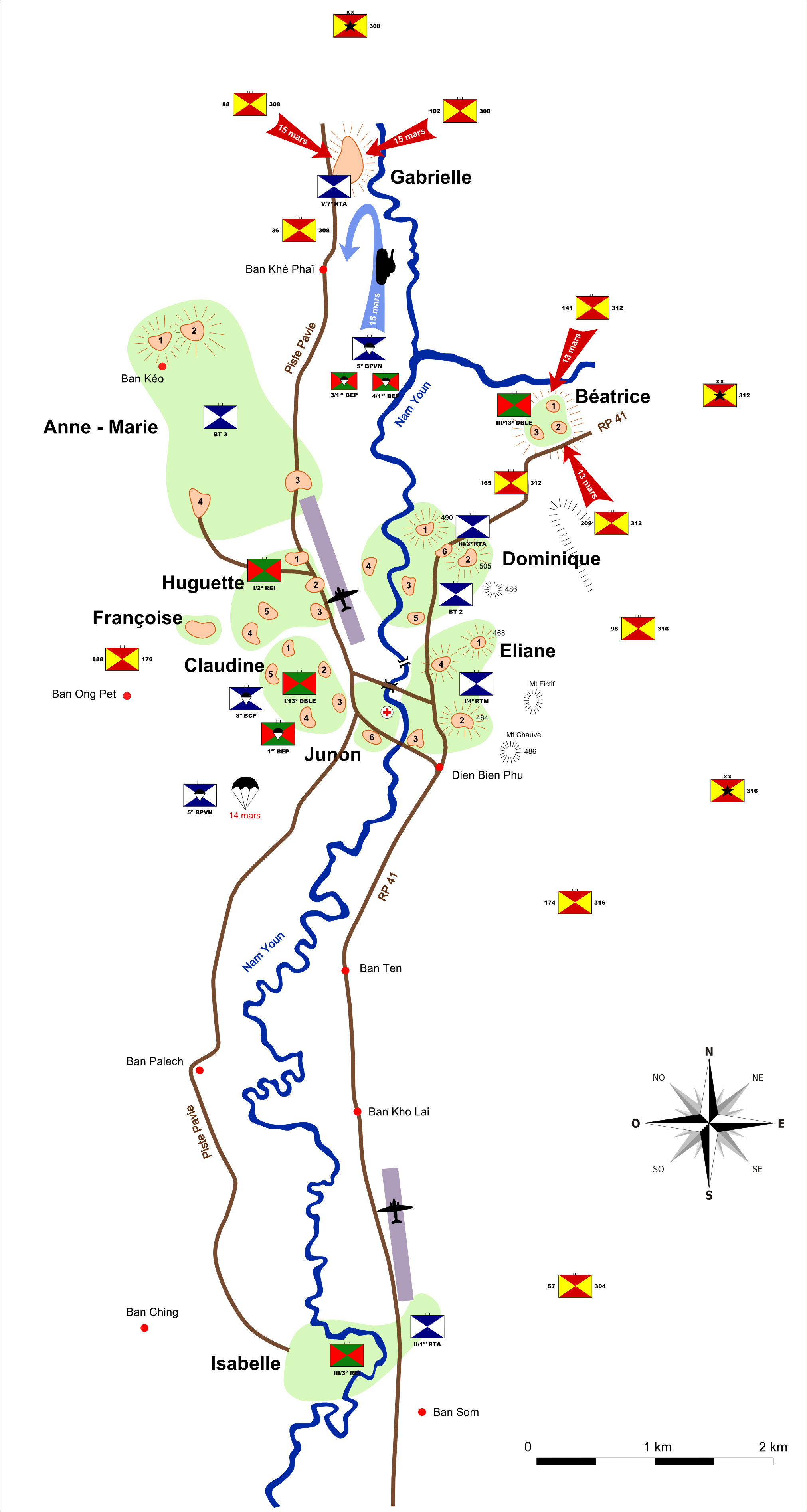
Erste Angriffswelle der Việt Minh auf die nördlichen Stellungen

Im März 1954 schätzte Giáp seine Truppen als gut genug vorbereitet ein. Die Việt Minh eröffneten den Angriff am 13. März 1954 mit Artilleriefeuer auf das Lager. Die französische Artillerie konnte trotz des Aufbietens von einem Viertel ihrer 105-mm-Munition die gegnerische Artillerie nicht unterdrücken. Infolgedessen wurde der Hauptflugplatz des Lagers schwer beschädigt und bereits am ersten Tag der Schlacht fast vollständig unbrauchbar. Der Nebenflugplatz bei Isabelle ließ sich unter diesen Bedingungen ebenso nicht in Betrieb nehmen. Durch das Zusammenwirken von Artillerie und eng an die französischen Stellungen herangerückter Infanterie konnten die Việt Minh den Stützpunkt Béatrice bereits nach wenigen Stunden überrennen. Nur 250 von 750 Angehörigen des den Stützpunkt verteidigenden Bataillons der 13e DBLE konnten sich zurückziehen. Am 15. März wurde der Stützpunkt Gabrielle eingenommen. Von den verteidigenden algerischen Infanteristen gingen 220 in Kriegsgefangenschaft. 550 wurden getötet. Am selben Tag beging der Artilleriekommandeur Piroth Selbstmord, laut seinem Umfeld aufgrund von Schuldgefühlen über das Versagen seiner Artillerie, das Feuer des Feindes wirkungsvoll zu bekämpfen. De Castries versuchte, den Freitod Piroths im Lager geheim zu halten. Wenige Tage später wurde die Information jedoch in der Le Monde veröffentlicht. Der Stützpunkt Anne-Marie fiel am 17. März an die Việt Minh, nachdem sich ein Großteil der verteidigenden Thái-Soldaten zurückgezogen hatte. Die Việt Minh konnten somit die erste Phase ihres Schlachtplans binnen weniger Tage erfolgreich abschließen. Die Verluste waren mit 2500 toten Kombattanten jedoch hoch. Als Reaktion auf den Beginn der Schlacht schickte die französische Regierung den höchstrangigen aktiven Offizier des Landes, General Paul Ély, nach Washington, um auf Regierungsebene für Unterstützung der USA zu werben. In Điện Biên Phủ selbst übernahm der Fallschirmjägeroffizier Pierre Langlais als von de Castries berufener Operationschef mehr und mehr die entscheidende Rolle beim Kommando der Schlacht.
Die französische Regierung bat die Vereinigten Staaten um Luftangriffe gegen die Streitkräfte der Việt Minh bei Điện Biên Phủ. Die Planungen dafür erhielten den Codenamen Operation Vulture. Der Stabschef der US-Luftwaffe, Nathan F. Twining, sowie der Vorsitzende der Joint Chiefs of Staff, Arthur W. Radford, legten sogar eine Option für einen Einsatz taktischer Nuklearwaffen vor. Diese Option wurde jedoch von der Regierung Eisenhower sowie dem Armeestabschef General Matthew Ridgway verworfen. Die US-Regierung ersuchte dennoch bei Führern des Kongresses um eine Ermächtigung zur Intervention. Der Kongress forderte jedoch einerseits die Beteiligung der Briten als eingreifende Verbündete und andererseits die sofortige volle Unabhängigkeit Vietnams, da ein Einsatz für den französischen Kolonialismus aus innenpolitischen Gründen nicht zu rechtfertigen gewesen sei. Die britische Regierung unter Winston Churchill lehnte jedwede Intervention in Indochina ab. Die Franzosen selbst sahen die US-amerikanische Forderung nach sofortiger staatlicher Eigenständigkeit der Kolonie als inakzeptabel. Infolgedessen kam es zu keinem operativen Eingreifen der USA oder anderer westlicher Mächte auf Seiten der Franzosen. Das Gerücht über einen bevorstehenden Luftangriff der US-Luftwaffe grassierte jedoch in Điện Biên Phủ und wurde von Offizieren zur Hebung der Moral verbreitet. Die von der CIA kontrollierte Firma Civil Air Transport flog mit Genehmigung der US-Regierung im Zeitraum zwischen dem 13. März und dem 6. Mai 1954 682 Transportmissionen über Điện Biên Phủ. Im Rahmen dieser Einsätze wurde eine C-119 Flying Boxcar über Laos abgeschossen. Die zwei US-amerikanischen Besatzungsmitglieder kamen dabei ums Leben.

### Zweite Angriffswelle auf die Festung

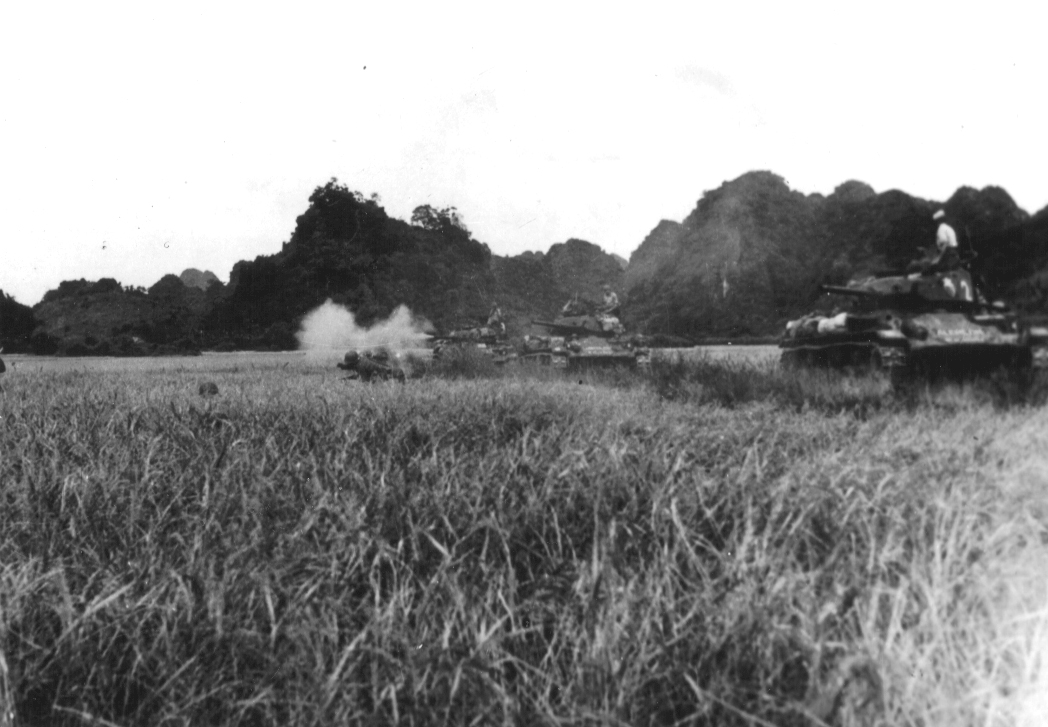
Französische M24-Panzer bei der Schlacht um Điện Biên Phủ

Aufgrund der hohen Verluste der ersten Angriffswelle verlautbarte Giáp am 18. März eine Änderung der Angriffstaktik auf die Festung. Zur Verringerung der eigenen Verluste sollte vor weiteren Angriffen ein Grabensystem möglichst weit an die französischen Stellungen herangetrieben werden. Für den Ausbau der Gräben wurde von den Truppen tagsüber Holz aus den umliegenden Wäldern herangebracht. Nachts wurden die Stellungen mit einfachen Werkzeugen ausgebaut. Französischer Artilleriebeschuss und Luftangriffe konnten den Stellungsbau nicht zum Erliegen bringen. Überfallartige Gegenangriffe der Kolonialtruppen scheiterten unter hohen Verlusten im Feuer der Geschütze und Mörser der Việt Minh. Auch schafften es die Việt Minh, bis Ende März die Verbindung des Stützpunkts Isabelle mit dem Hauptlager unter ständiger Bedrohung zu halten. Zur Eröffnung des Weges für französische Truppen waren täglich Gefechte meist mit Panzerunterstützung notwendig. Während der Stellungsausbau vorangetrieben wurde, erhöhte Giap seine Reserven von rund 8.000 auf rund 25.000 Mann.
Am 18. März gab de Castries den Befehl aus, aufgrund der Gefährlichkeit des Transports Gefallene an Ort und Stelle ihres Todes zu begraben. Die französische Seite versuchte ihre Befestigungen mangels besseren Materials mit Erdaufwürfen zu verstärken. Ebenso wurden ausgedehnte Minenfelder angelegt. Auf französischer Seite kam die Luftbrücke zur Versorgung und Verstärkung Điện Biên Phủs immer mehr durch die Luftabwehr der Việt Minh unter Druck. Der verantwortliche Luftwaffenkommandeur Nicot hatte eine größere Abwurfhöhe für Nachschubabwürfe angeordnet. Die Landebahn konnte aufgrund von Artilleriebeschuss der Việt Minh nur sehr selten erfolgreich angeflogen werden. Dabei wurden wenige Verwundete evakuiert. Die Verstärkung über landende Flugzeuge beschränkte sich auf medizinisches Personal und medizinische Versorgungsgüter. Für die Aufrechterhaltung der Luftbrücke war das französische Militär auf Lieferungen der US-Streitkräfte angewiesen. Zur Versorgung der Truppen aus der Luft waren rund 1000 Frachtfallschirme pro Tag nötig.
Giáp eröffnete die zweite Angriffswelle am 30. März 1954. Ziele der Offensive waren die östlichen Stützpunkte Dominique und Éliane sowie der Stützpunkt Isabelle. Die Việt Minh konnten Teile der Stützpunkte Dominique und Éliane einnehmen, erlitten jedoch unter dem französischen Bombardement und Artilleriefeuer schwere Verluste. Auf französischer Seite kam es zum Feuer französischer Fallschirmjäger gegen fliehende algerische Kolonialsoldaten. Die vietnamesische Offensive konnte ihr Ziel, die Stützpunkte vollständig einzunehmen, nicht erreichen. Es wurden aber wichtige Hügelstellungen erobert, welche die verbliebenen französischen Stellungen überragten. Auf französischer Seite führte die zweite Offensive zu einem Zusammenbruch der Moral vor allem in nordafrikanischen und vietnamesischen Kolonialeinheiten. Mehrere tausend Soldaten suchten Schutz in natürlichen Nischen und Höhlen des Flussbetts des Nam Youn und nahmen nicht mehr an Kampfhandlungen teil. Die französische Führung verzichtete darauf, Waffengewalt gegen die Deserteure anzuwenden, da sie negative Auswirkungen auf die Moral vor allem der nichtfranzösischen Soldaten fürchtete. Das französisch kontrollierte Gebiet wurde durch die Angriffe von rund fünf Quadratkilometern auf rund 2,6 Quadratkilometer zusammengedrängt. Die französische Artillerie konnte jedoch weiterhin operieren, auch wenn ihre Einsatzfähigkeit in manchen Batterien auf rund 50 % fiel. Die Aufstellung der vietnamesischen Artillerie und ihre Verteilung in beschusssicheren Kasematten machte es den Việt Minh nur schwer möglich, eine große Menge Feuer auf nur ein Ziel zu konzentrieren. Am 7. April befahl Giap wieder Grabenkampftaktiken ohne Angriffe über offenes Gelände, um die eigenen Verluste zu minimieren. Etwa zur selben Zeit wurden der Führung von Politoffizieren innerhalb der kämpfenden Truppen Moralprobleme aufgrund hoher Verluste gemeldet. Giap und sein Stab reagierten mit einer politischen Kampagne gegen die rechte Abweichung, die unter Hinweis auf die eigenen Verluste die Moral der Soldaten untergrabe.
Der Versuch, mit Hmong-Partisanen und einem kleinen Kern regulärer Truppen unter dem Befehl von Oberst Boucher de Crèvecoeur die eingeschlossenen Truppen aus Richtung Laos zu unterstützen, scheiterte bis Ende April am Widerstand der Việt Minh. Das Gerücht um diese Operation Condor hielt sich jedoch sowohl unter der Besatzung von Điện Biên Phủ als auch in den französischen Printmedien.

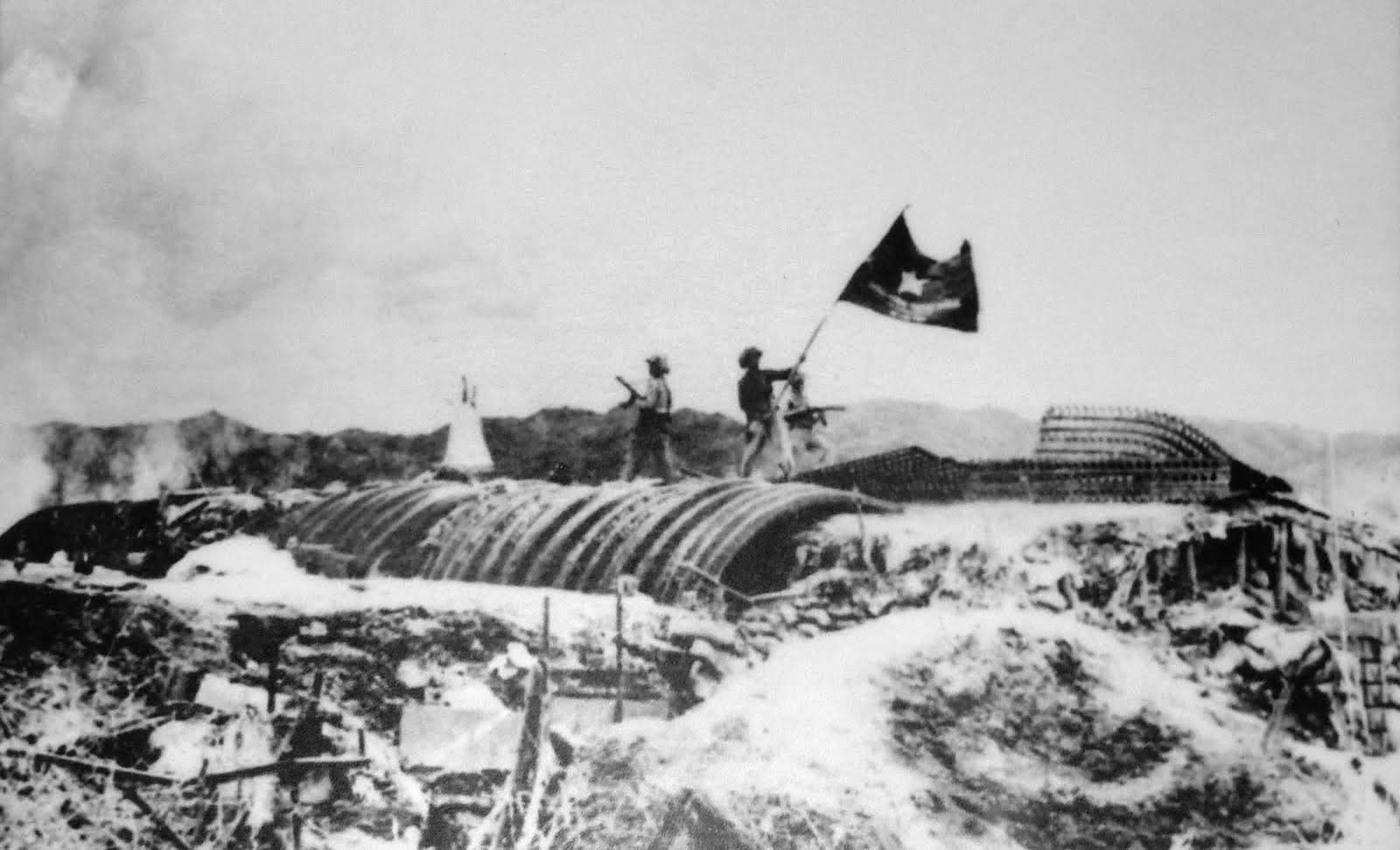
Die vietnamesische Fahne weht über dem französischen Befehlsbunker von Điện Biên Phủ

### Der Fall von Điện Biên Phủ
Mitte April umfasste die französische Garnison 4900 kämpfende Soldaten, rund 4000 Deserteure und nicht-kämpfendes Personal sowie 2100 Verwundete. Obwohl die Việt Minh ihre Kräfte für einen neuen Großangriff sammelten und keine größeren Angriffe durchführten, verlor die Garnison bis Ende April 1430 Soldaten. Nur 683 konnten per Fallschirmabsprung als „Ersatzverstärkung“ herangebracht werden. Die französischen Luftstreitkräfte konnten mit ihren wenigen Dutzend Bombenflugzeugen auch die auf rund 160 Quadratkilometer verstreuten und meist gut getarnten militärischen Strukturen der Việt Minh nicht signifikant stören. Luftwaffenoffiziere beschrieben die Effektivität der Bombenangriffe aufgrund des mangelnden Ausbildungsstands der Piloten als gering. Giáp legte am 22. April den Plan für die vollständige Einnahme der französischen Stellungen vor. Vom 1. bis 5. Mai sollten Einbrüche in die Stützpunkte Eliane und Huguette die Voraussetzung für einen letzten Generalangriff schaffen. Dieser sollte nach fünftägiger Vorbereitung und nur hinhaltenden Gefechten von Seiten der Việt Minh am 10. Mai 1954 beginnen.
Da das kontrollierte Territorium immer kleiner und die Bedrohung durch die Flak der Việt Minh immer größer wurde, versiegte der Nachschub der Franzosen. Die Garnison hatte nur noch Nahrungsmittel für drei Tage, leichte Artilleriemunition für zwei Kampftage und für wenige Kampfstunden schwere Artilleriegranaten. Das französische Hauptquartier um General Ély zog am 30. April erstmals in Betracht, den Ausbruch mehrerer tausend Mann aus dem Stützpunkt zu befehlen, um sich mehrere hundert Kilometer durch feindlich kontrollierten Dschungel in französisch kontrolliertes Gebiet durchzuschlagen. Der erneute Generalangriff der Việt Minh konnte seine begrenzten Ziele rasch erreichen. De Castries wurde am 2. Mai autorisiert, einen Ausbruchsversuch zu wagen. Er lehnte dies jedoch im Konsens mit seinen untergeordneten Kommandeuren als aussichtslos ab. Am 3. Mai gab er den Befehl, noch kampffähige Verwundete an die Front zu schicken.
Am 6. Mai setzten die Việt Minh, nachdem zuvor ihre Angriffe scheinbar nachgelassen hatten, erstmals Katjuscha-Raketenwerfer ein. Dieser schwere Artillerieschlag führte zur Flucht vieler Deserteure aus ihren Höhlen am Nam-Youn-Fluss und veranlasste Giáp zu der Ansicht, der Zusammenbruch des Lagers stehe bevor. Infolgedessen befahl Giáp drei Tage vor dem angesetzten Termin den Generalangriff, der im Lauf des Tages zum Zusammenbruch der französischen Kampfmoral führte. Beim Gefecht um den Stützpunkt Éliane setzten die Việt Minh eine Mine zur Sprengung eines Teils des Grabensystems des Stützpunkts ein. De Castries gab den Befehl, jeden Widerstand einzustellen, wurde jedoch von seinen Vorgesetzten Navarre und Ély durch Befehl daran gehindert, formell mit weißen Fahnen zu kapitulieren. Der isolierte Stützpunkt Isabelle kapitulierte einige Stunden später in den frühen Morgenstunden des 8. Mai 1954. Zahlreiche einheimische Kolonialsoldaten entledigten sich ihrer Uniformen und versuchten in kleinen Gruppen, ihrer Gefangennahme zu entgehen. Am selben Tag begann die bereits zuvor anberaumte Indochinakonferenz in Genf.

## Folgen

### Tod, Verwundung und Gefangenschaft

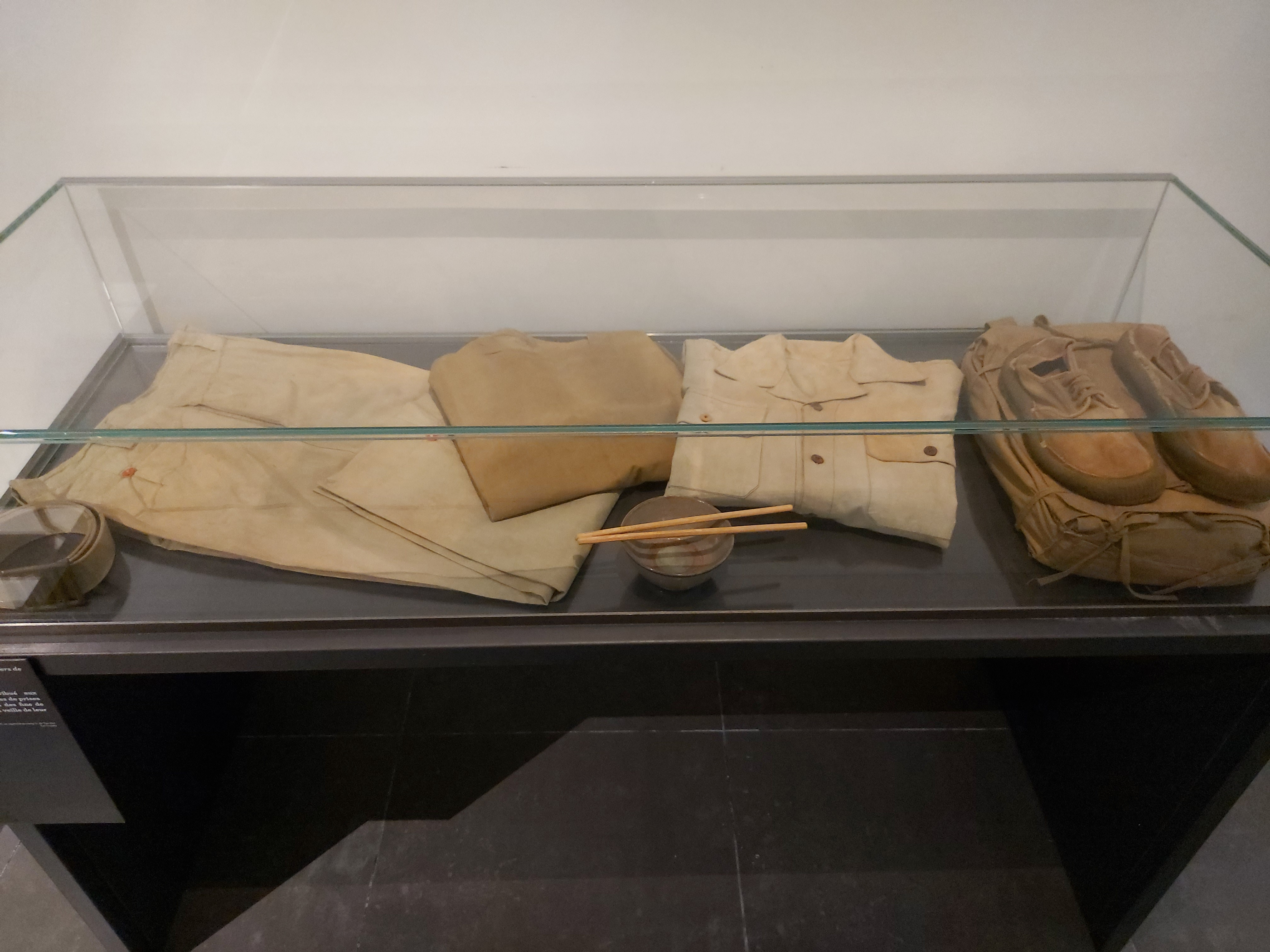
Ausstattung und Bekleidung von Kriegsgefangenen in Điện Biên Phủ (ausgestellt im Museum der Fremdenlegion in Aubagne)

In der Schlacht waren auf französischer Seite rund 15.000 Soldaten und Paramilitärs im Einsatz. 4000 von ihnen wurden während der Gefechte als Verstärkung per Fallschirmabsprung herangeführt. Die größte Gruppe stellten die Vietnamesen selbst mit rund 5400 Mann. 26 % waren Fremdenlegionäre. 19 % der Soldaten waren französische Staatsangehörige aus dem Mutterland. 17,5 % waren Einwohner der französischen Kolonien in Nordafrika. Ebenso dienten 247 westafrikanische Kolonialsoldaten in Điện Biên Phủ.
Rund 3500 Soldaten wurden während der Kampfhandlungen getötet. Zur Zeit der Kapitulation gingen rund 10.000 Personen in Gefangenschaft, darunter auch ziviles Hilfspersonal der französischen Streitkräfte. Da Giáp nicht die ausreichenden Mittel hatte, die Schwerverwundeten zu versorgen, wurden 900 von ihnen dem Roten Kreuz übergeben und in französische Lazarette ausgeflogen. Rund 9000 Kriegsgefangene wurden per Fußmarsch mehrere hundert Kilometer in verschiedene Gefangenenlager expediert. Gewaltakte gegenüber den Gefangenen kamen vor, waren aber nicht systematisch. Vietnamesische Soldaten der Kolonialarmee wurden dabei schlechter behandelt als französische Soldaten. Aufgrund mangelnder Ernährung und mangelnder medizinischer Versorgung starben viele Gefangene auf dem Marsch oder in den Lagern. Eine Haupttodesursache war die Amöbenruhr. Dem verbleibenden französischen Ärzteteam wurde aufgrund der Separierung von Offizieren und Mannschaften die Behandlung der eigenen Verwundeten verweigert. Rund 1000 Legionsangehörige aus nunmehr kommunistischen Staaten wurden repatriiert. Rund 3900 Überlebende kehrten ab August 1954 nach Frankreich zurück.
Die offiziell von der Demokratischen Republik Vietnam (DRV) bekannt gegebenen Verlustzahlen nennen rund 4000 Tote und rund 9000 Verwundete. Schätzungen unabhängiger Historiker kommen übereinstimmend auf rund 10.000 Gefallene und rund 15.000 Verwundete. Dabei war insbesondere das Risiko der angreifenden Infanterie am höchsten. Die Wahrscheinlichkeit, eine Angriffswelle nicht zu überleben, lag anfänglich bei rund 30 %, im Verlauf der Schlacht bei rund 20 % für den einzelnen Soldaten. Die Evakuierung der Verwundeten stellte ein schwer durchzuführendes und oft lebensgefährliches Unterfangen dar. Rund ein Drittel der Verwundeten der Việt Minh konnten bis zu ihrem Tod nicht aus dem Gefechtsfeld gebracht werden.
Auf beiden Seiten war die medizinische Versorgung primitiv und unzureichend. Auf französischer Seite standen für rund 15.000 Soldaten nur zwei Ärzte und eine Krankenschwester zur Verfügung, da die Planungen eine offene Luftbrücke zur Evakuierung von Verwundeten annahmen. Aufgrund der Enge und des feindlichen Beschusses waren die hygienischen Verhältnisse in den Lazaretten unzureichend. Es wimmelte von Parasiten. Auf vietnamesischer Seite waren für bis zu rund 50.000 Mann ein Arzt und sechs Assistenten verfügbar. Moderne medizinische Gerätschaften fehlten ebenso wie moderne Medikamente. Sogar das zur Malariavorbeugung eingesetzte Chinin musste auf kaum wirksame Dosen verdünnt werden. Auf beiden Seiten waren die Soldaten insbesondere nach dem Einsetzen von Regenfällen im April durch Überflutungen der Stellungen unhygienischen Verhältnissen ausgesetzt, was zu gastrointestinalen Infektionserkrankungen und Wundinfektionen bei vielen Soldaten beider Seiten führte.

### Politische Folgen
Der Verlust Tausender Soldaten inklusive eines Generals rief in der französischen und profranzösischen vietnamesischen Öffentlichkeit, die den Indochinakrieg bis dato meist nur am Rande wahrgenommen hatten, Erinnerungen an die Niederlage von 1940 wach. Am Tag des Falls der Garnison herrschte in Frankreich Staatstrauer, im Fernsehen und im Rundfunk wurden Trauerprogramme gesendet. Die Presse reagierte je nach politischer Ausrichtung mit Forderungen nach einem Rücktritt der Regierung Laniels, Kritik an der Nichtintervention der USA oder Selbstkritik an der französischen Gesellschaft. Le Figaro führte die Niederlage auf eine Selbsttäuschung der französischen Gesellschaft zurück. Insbesondere der Ausblick auf weitere Gefallene und in Lagern der Việt Minh zusammengepferchte Kriegsgefangene ließen der Bevölkerung eine Fortsetzung des Krieges als untragbar erscheinen. Innerhalb des französischen Militärs führte die Niederlage zu Unmut über die eigene politische Führung, der schließlich während des Algerienkriegs in den Putsch von Algier mündete.
Bereits vor der Schlacht, im Januar 1954, hatten sowjetische Diplomaten französischen Diplomaten eine Teilung Vietnams in einen kommunistischen Nordteil und einen weiterhin französisch kontrollierten Südteil zugestanden. Das Interesse der sowjetischen Regierung an einer friedlichen Lösung lag darin, die Beziehungen zu Frankreich zu verbessern und im Gegenzug Frankreich davon abzuhalten, sich an der Europäischen Verteidigungsgemeinschaft zu beteiligen. Ebenso befürwortete China, das bei möglicher weiterer Eskalation des Krieges eine US-Intervention befürchtete, die Teilung Vietnams mit der Schaffung eines kommunistisch kontrollierten Pufferstaats in Nordvietnam. Für die für Sommer 1954 anberaumte Indochinakonferenz in Genf, bei der die Großmächte und Vietnam anwesend waren, spielte der Ausgang von Điện Biên Phủ eine entscheidende Rolle. Die vietnamesische politische Führung wurde von ihren sowjetischen und chinesischen Verbündeten bereits in Vorgesprächen instruiert, dass eine Teilung die maximale durchsetzbare Forderung der Verhandlungen sein solle. Damit erfüllte sich die Hoffnung der vietnamesischen Führung, durch die Schlacht größere Zugeständnisse zu erreichen, nicht. Jedoch beschleunigte die Niederlage den Vertragsabschluss von französischer Seite. Die Niederlage bei Điện Biên Phủ löste in Frankreich den Rücktritt der Regierung unter Joseph Laniel aus und brachte den erklärten Gegner des Indochinakriegs Pierre Mendès France in das Regierungsamt; er übernahm auch das Außenministerium. Mendès France und der vietnamesische Außenminister Pham Van Dong konnten sich unter Vermittlung der Sowjetunion und Chinas auf eine Teilung des Landes am 17. Breitengrad einigen. Die politische Einheit des Landes sollte jedoch gewahrt werden und gesamtvietnamesische, geheime Wahlen sollten in zwei Jahren die politische Zukunft der Nation entscheiden. Die Schlacht selbst war ein bis dato einmaliges Ereignis insofern, als eine nationale Befreiungsbewegung eines kolonisierten Staates dem Gegner eine entscheidende militärische Niederlage in einer offenen Schlacht beibringen konnte. Die Niederlage bei Điện Biên Phủ und der darauffolgende Rückzug der Franzosen aus Indochina ermutigten andere nach Unabhängigkeit strebende Organisationen in den Kolonien; so begann im November 1954 der Algerienkrieg. Dabei habe die Niederlage bei Điện Biên Phủ laut dem Mitglied der FLN-Führung Benyoucef Benkhedda die interne Diskussion der Organisation maßgeblich in Richtung eines Aufstands mit dem Ziel eines Befreiungskrieges beeinflusst.
Am 9. Oktober evakuierten die Franzosen Hanoi. Im selben Monat sagte die Administration Eisenhower Ngo Dinh Diem ihre Unterstützung beim Aufbau eines prowestlichen vietnamesischen Staates in Cochinchina zu. Südvietnam wurde im Dezember 1954 unabhängig. Die letzten französischen Truppen verließen das Land im April 1956. Der Gegensatz zwischen beiden vietnamesischen Staaten mündete schließlich in den Vietnamkrieg und Präsident Dwight D. Eisenhower verkündete während der Schlacht im April 1954 der US-amerikanischen Öffentlichkeit die Domino-Theorie, um das Ziel eines größeren US-Engagements in Südostasien zu rechtfertigen.

## Rezeption und Erinnerungskultur

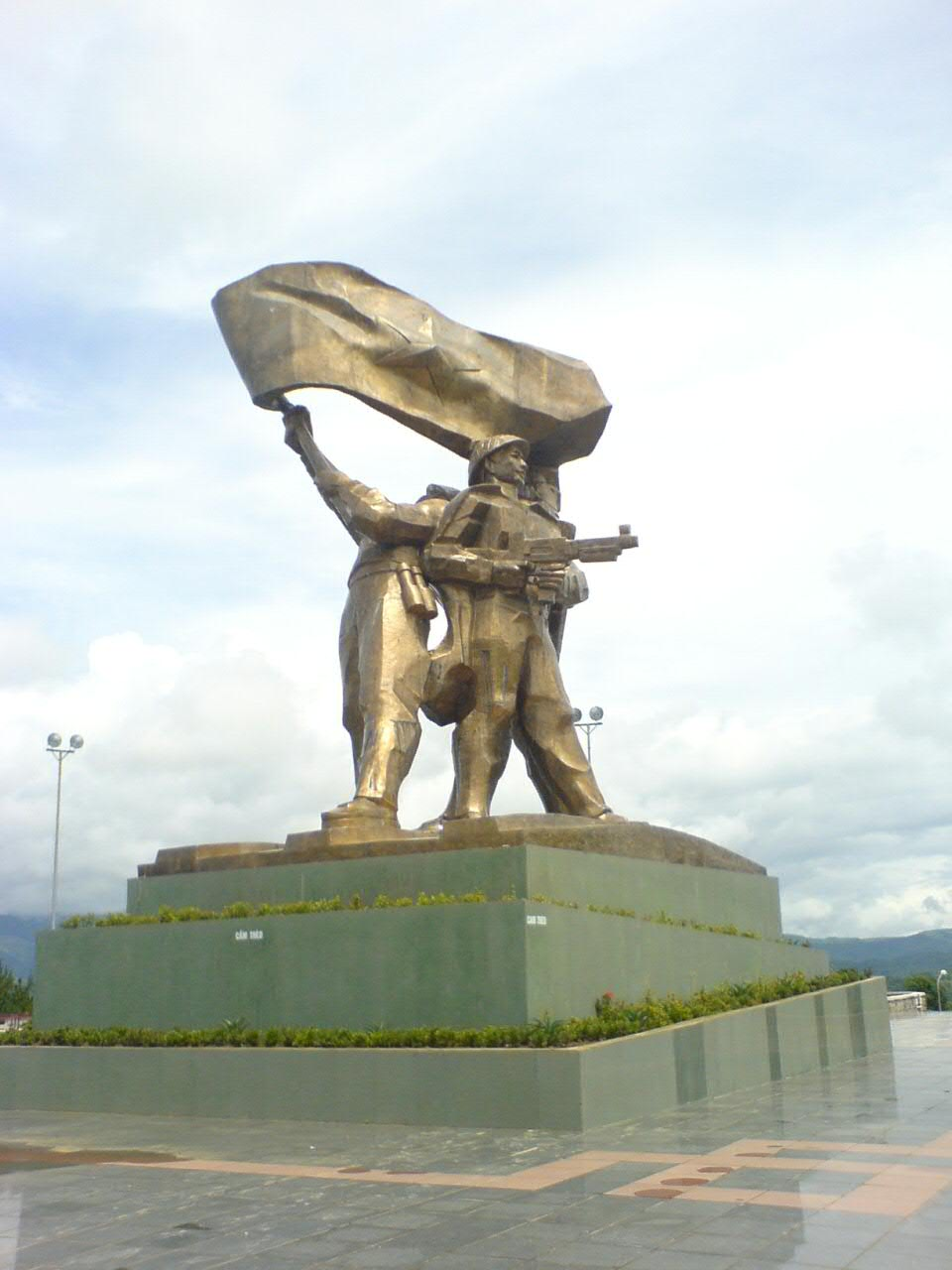
Denkmal der vietnamesischen Streitkräfte

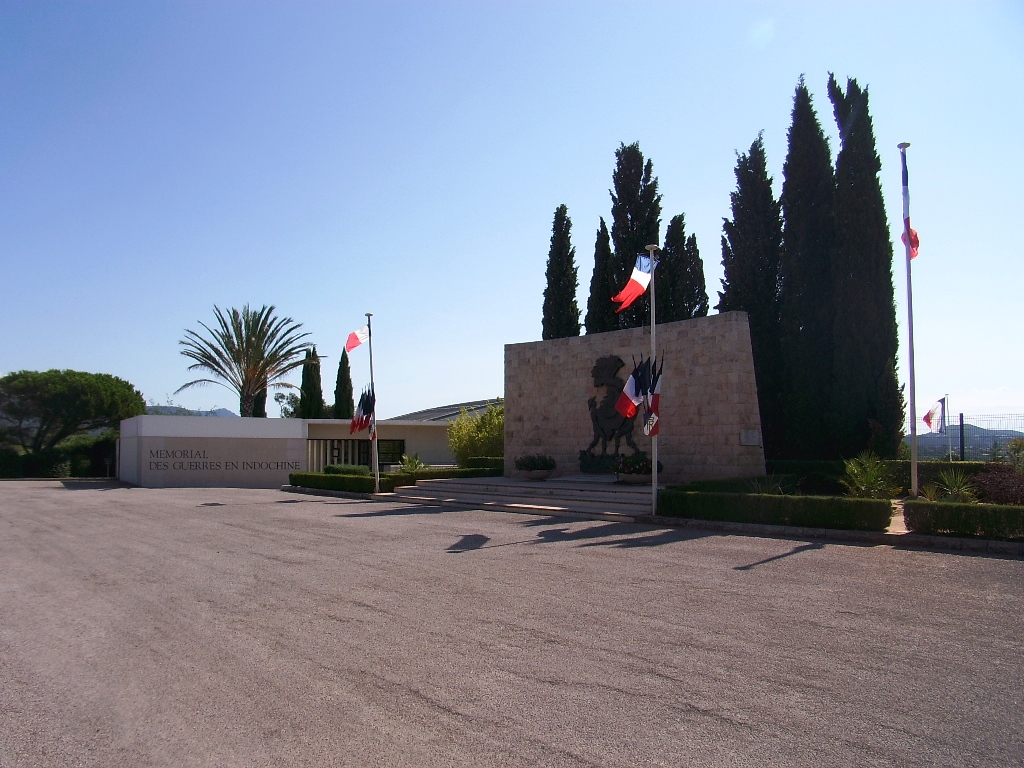
Denkmal für die französischen Gefallenen in Indochina in Fréjus

Am Ort der Schlacht befindet sich heute ein Museum. Der Kommandobunker von Castries ist erhalten geblieben. Auf dem Gelände stehen mehrere Kriegerdenkmale der vietnamesischen Streitkräfte. Die während der Schlacht bestatteten vietnamesischen Gefallenen wurden 1960 von vietnamesischen Regierungsstellen zentral erfasst und in zwei Ehrenfriedhöfe umgebettet. 1994 wurde auf Initiative eines ehemaligen Angehörigen der Fremdenlegion mit Unterstützung des damaligen Verteidigungsministers Jacques Chirac auch ein französisches Kriegerdenkmal errichtet.
In Vietnam wurde der Sieg von Điện Biên Phủ zu einem zentralen Motiv staatlicher Propaganda. Die Luftabwehrgefechte bei der Operation Linebacker II während des Vietnamkriegs mit den USA wurden von den Nordvietnamesen als Dien Bien Phu in der Luft bezeichnet. 2004 beging der vietnamesische Staat das fünfzigjährige Jubiläum der Schlacht mit großangelegten Feierlichkeiten. Dabei wurden neben vietnamesischen Veteranen auch hochrangige Militärs aus der Volksrepublik China geehrt, die damals als Militärberater eingesetzt waren. Võ Nguyên Giáp würdigte angesichts des Anlasses auch zwei Generäle und einen Obersten, die nach dem Sieg Opfer einer präventiven politischen Säuberung wurden und in der Haft als Hochverräter starben. Die Offiziere, darunter der Chef der politischen Abteilung, der Kommandeur der Logistikabteilung sowie der Chef der Operationsabteilung in Giaps Stab, waren zuvor von der offiziellen Geschichtsschreibung nicht gewürdigt worden.
Die französische Presse und die militärische Führung beschrieben die Schlacht in der Nachkriegszeit in Anlehnung an die Schlacht um Verdun und stellten die Gefechte als heldenhaften Abwehrkampf der französischen Truppen dar. Der algerische Präsident Ferhat Abbas bezeichnete die Schlacht hingegen in Anlehnung an die Kanonade von Valmy als Befreiungsschlacht aller kolonialisierten Völker. In beiden deutschen Staaten beschäftigte das Schicksal der deutschen Mitglieder der französischen Fremdenlegion die öffentliche Meinung. Dabei wurden die Zahl der deutschen Fremdenlegionäre, die tatsächlich rund 50 % der Legionsmannschaften umfassten, und ihr Anteil an den Gefechten deutlich überschätzt. Der Kampf der Legionäre wurde im Sinne eines Heldenmythos verklärt. Ebenso hielten sich Legenden, die bei Điện Biên Phủ eingesetzten Legionäre hätten vorwiegend aus ehemaligen Angehörigen der Wehrmacht und Waffen-SS bestanden, was allein aufgrund der Altersstruktur der Soldaten nicht möglich gewesen ist.
Die Schlacht wurde mehrmals cineastisch verarbeitet. Der Film Diên Biên Phú – Symphonie des Untergangs von Pierre Schoendoerffer, einem Überlebenden der Kesselschlacht, der sein filmisches und schriftstellerisches Wirken dem Indochinakrieg widmete, setzt sich mit der Schlacht auseinander. Bereits 1955 hatte der US-amerikanische Regisseur David Butler Jump Into Hell (deutscher Synchrontitel: Die Hölle von Dien Bien Phu) gedreht, mit Jacques Sernas, Kurt Kasznar und Peter van Eyck in den Hauptrollen.
Ein vietnamesisch-sowjetisches Filmteam unter Roman Karmen schnitt aus vor Ort gedrehtem Material und nachgestellten Szenen nach Kriegsende in Hanoi einen offiziellen Dokumentarfilm über die Schlacht. Der vietnamesische Literat Tran Van Dan, der sich freiwillig für die Schlacht gemeldet hatte, wurde unter anderem aufgrund seines 1955 verfassten Romans Mann für Mann – Welle um Welle (Nguoi Nguoi Lop Lop) aus der Partei ausgestoßen und sein Werk zensiert. Die offene wissenschaftliche oder künstlerische Auseinandersetzung mit dem Krieg und der Schlacht ist abseits der offiziell verordneten Propagandalinie in Vietnam bis dato nicht möglich.
Die Bergung und Bestattung der sterblichen Überreste der französischen Soldaten wurde 1955 von einem französischen Team begonnen. Die Arbeiten wurden jedoch aufgrund der Verschlechterung der Beziehungen Frankreichs und der DRV vor dem Hintergrund des sich anbahnenden Vietnamkriegs von der vietnamesischen Regierung abgebrochen. 1993 wurde in Fréjus ein nationales Denkmal für die Gefallenen in Indochina errichtet und mehrere tausend nicht identifizierter Soldaten dort nach der Rückführung aus Vietnam bestattet.